# Julio Benítez Benítez
Julio Benítez y Benítez (El Burgo, Málaga, 17 de agosto de 1878 - Igueriben, Marruecos español, 21 de julio de 1921) fue un militar español, muerto en combate durante las jornadas conocidas como el Desastre de Annual. Conocido popularmente como el Comandante Benítez, que era la graduación que tenía hasta su fallecimiento, recibió la Cruz Laureada de San Fernando a título póstumo. Su memoria es recordada por el monumento al Comandante Benítez en la ciudad de Málaga y el Campamento Benítez que lleva su nombre.

## Biografía
Comenzó destacando como militar durante la guerra de Cuba, allí marchó con el rango de subteniente y donde sus méritos en la batalla valieron que le fuera concedida la Cruz de María Cristina. Tiempo después y siempre buscando proseguir su carrera donde había más conflictos pasa a los contingentes del Protectorado español de Marruecos. Así pasa a formar parte del regimiento Ceriñola Nº42 destinado en Melilla con el grado de teniente.
La ofensiva del comandante general Manuel Fernández Silvestre fue frenada cuando Abd el-Krim consiguió tomar la posición de Abarrán. En las siguientes ofensivas el comandante Benítez se encontró rodeado en la posición de Sidi Dris, que fue asaltada con gran virulencia por los rifeños, que no obstante, no consiguieron tomar la posición en parte por la buena disposición del comandante a la hora de defender la posición. Aplacada parcialmente la ofensiva rifeña, el General Silvestre dispuso fortificar Igueriben con el fin de que sirviera de avanzada defensiva de Annual, con el comandante Benítez al mando de la guarnición.

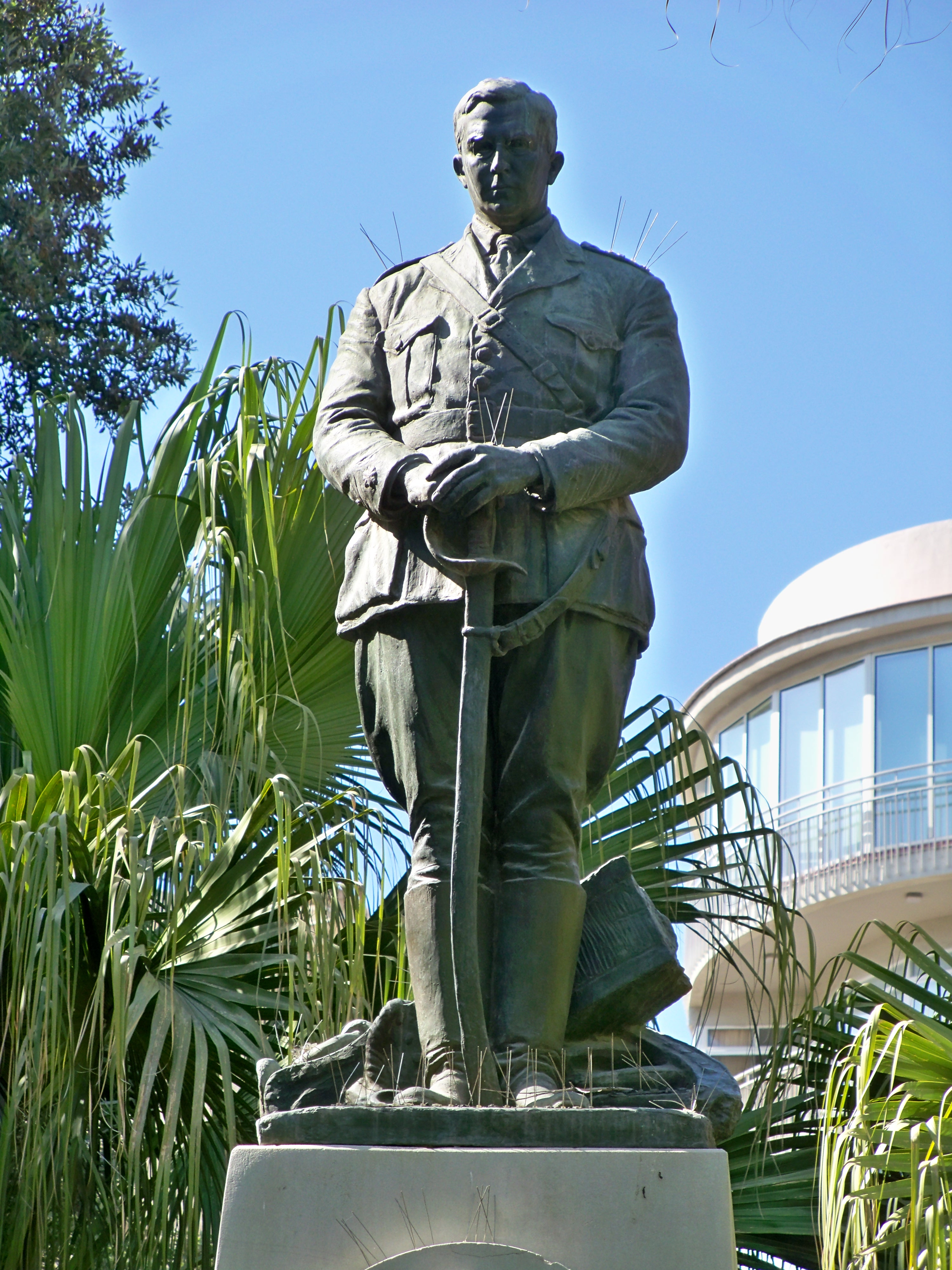
Monumento al Comandante Benítez en el Parque de Málaga.

La posición de Igueriben fue atacada violentamente por los rifeños, que lograron sitiarla y aislarla de Annual. La guarnición resistió durante varios días sin que los esfuerzos por abastecerla de víveres, municiones y agua tuvieran éxito. Finalmente se procedió a evacuar la posición, y el comandante Benítez fue él último en intentar salir de ella, cosa que no logró  pues falleció víctima de las balas enemigas. La mayoría de sus hombres, concretamente 392, fueron aniquilados en dicha evacuación, lo que fue antesala a la derrota posterior. Mandó una conocida arenga en la cual indicaba que le quedaban 12 salvas de cañón, que estaba rodeado y que contasen las salvas, que a la duodécima iniciaran fuego sobre sus propias posiciones. Tiene un monumento en la Base "Álvarez de Sotomayor" en la base de la Legión Española en Viator (provincia de Almería).